# Oininki
Oininki eller Oininginjärvi är en sjö i Finland. Den ligger i kommunen Ruokolax i landskapet Södra Karelen, i den södra delen av landet, 240 km nordost om huvudstaden Helsingfors. Oininki ligger 78 meter över havet. I omgivningarna runt Oininki växer i huvudsak blandskog. Arean är 2,67 kvadratkilometer och strandlinjen är 16,83 kilometer lång. Sjön  ingår i Vuoksens huvudavrinningsområde. 